# فرودگاه باتوری
فرودگاه باتوری (به انگلیسی: Batouri Airport) یک فرودگاه با کد یاتا OUR است. این فرودگاه در کشور کامرون قرار دارد.